# Distrikt Shanao
Der Distrikt Shanao liegt in der Provinz Lamas in der Region San Martín im zentralen Norden von Peru. Der Distrikt wurde am 12. Februar 1952 gegründet. Er besitzt eine Fläche von 24,4 km². Beim Zensus 2017 wurden 2038 Einwohner gezählt. Im Jahr 1993 lag die Einwohnerzahl bei 1263, im Jahr 2007 bei 2492. Sitz der Distriktverwaltung ist die 278 m hoch gelegene Ortschaft Shanao mit 1015 Einwohnern (Stand 2017). Shanao befindet sich 8,5 km westlich der Provinzhauptstadt Lamas.

## Geographische Lage
Der Distrikt Shanao befindet sich am östlichen Flussufer des Río Mayo in den östlichen Voranden südwestzentral in der Provinz Lamas. Die Nationalstraße 5N von Moyobamba nach Tarapoto führt durch den Distrikt.
Der Distrikt Shanao grenzt im Westen an den Distrikt Tabalosos, im Norden an den Distrikt Pinto Recodo sowie im Osten an den Distrikt Lamas.